# Polystichum pycnolepis
Polystichum pycnolepis är en träjonväxtart som först beskrevs av Kze. och Kl., och fick sitt nu gällande namn av Moore. Polystichum pycnolepis ingår i släktet Polystichum och familjen Dryopteridaceae. Inga underarter finns listade.